# Serge Martina
Serge Martina est un acteur, écrivain et scénariste français, né le 14 mars 1943 à Cuers (Var).

## Biographie
Après des cours au conservatoire de Toulon, il suit pendant trois années des études théâtrales au Conservatoire national supérieur d'art dramatique (Promo 1964).
Il tient en particulier au milieu des années 1970 un rôle principal dans la série Nans le berger.
Au début des années 2000, il adapte pour France Télévisions son roman Permission moisson. Réalisé par Didier Grousset, il tient dans le téléfilm le rôle principal. Diffusé par France 3, le téléfilm obtient le prix du Public au festival de Luchon.

## Filmographie

### Acteur

#### Cinéma
- 1966 : Trois enfants dans le désordre, de Léo Joannon : un inspecteur
- 1967 : Un idiot à Paris de Serge Korber : L'amoureux sur le banc / Un client du restaurant Rabichon
- 1974 : Des filles expertes en jeux clandestins de Guy Maria
- 1974 : Les Ardentes, d'Henri Sala
- 1976 : L'Acrobate, de Jean-Daniel Pollet : Narcisse
- 1979 : Un balcon en forêt de Michel Mitrani : le soldat Hervouet
- 1981 : Les Filles de Grenoble de Joël Le Moigné : Francesco
- 1985 : Rendez-vous, d'André Téchiné : l'acteur de la pièce
- 1986 : Les Folles Années du twist, de Mahmoud Zemmouri
- 1990 : Plein fer de Josée Dayan
- 1993 : Pas d'amour sans amour, d'Évelyne Dress : le médecin
- 1997 : Habeas Corpus (court-métrage), de Jean-Philippe Gredigui
- 2004 : Mariage mixte, d'Alexandre Arcady : Agostini

#### Télévision
- 1972 : François Gaillard ou la vie des autres (épisode Madeleine), de Jacques Ertaud
- 1972 : Mycènes, celui qui vient du futur de François Chatel et Pierre Neel : Serge
- 1972 : Les Misérables, de Marcel Bluwal : Un ouvrier du cabaret
- 1973 : Les Dévorants, de François Chatel
- 1973 : Le Dialogue dans le marécage (téléfilm), de Michel Hermant : Simon
- 1973-1981 : Les Cinq Dernières Minutes
  - 1973 : Un gros pépin dans le chasselas, de Claude-Jean Bonnardot : Lucien Mauvagnat
  - 1977 : Le Goût du pain, de Claude Loursais : Burdin
  - 1980 : Un parfum d'angélique, de Jean-Yves Jeudy : l'inspecteur Tournais
  - 1981 : Le Retour des Coulons, d'Éric Le Hung : un ouvrier
  - 1981 : Un cœur sur mesure", de Claude de Givray : Jean-Marc
- 1974 : Nans le berger, de Bernard-Roland : Laurent
- 1975 : Les Zingari, de Robert Guez : César Zingari
- 1975 : Le Passager clandestin (téléfilm), de Colette Djidou : l'évadé
- 1977 : Fachoda, la mission Marchand, de Roger Kahane : le capitaine Baratier
- 1978 : Le jour où l'on me trouvera morte de Roger Kahane : Curé Gothand.
- 1978 : Allegra, de Michel Wyn : Etienne
- 1979 : Le Facteur de Fontcabrette (téléfilm), de Bernard Roland : Mathieu
- 1980 : Messieurs les jurés (épisode L'Affaire Vico), de Jean-Marie Coldefy : l'adjudant-chef Labatie
- 1980 : Au feu le préfet (téléfilm), d'Alain Boudet : le noyeur
- 1980 - 1981 : L'inspecteur mène l'enquête
  - 1980 : L'Escabouche de Salammbâ, d'Eddy Naka
  - 1981 : Guitare brisée, de Pierre Cavassilas et Marc Pavaux
- 1981 : Quatre femmes, quatre vies : Des chandails pour l'hiver (téléfilm) de Marc Marino : l'amant de rencontre
- 1981 : La Ramandeuse (téléfilm), de Gabriel Axel : Victor
- 1981 : Le Mystère de Saint-Chorlu, (téléfilm), de Claude Vajda : Le brigadier-chef
- 1981 : La Vie fantastique des figures peintes (segment La nuit de Lazare), de Jean-Jacques Sirkis : Mignard
- 1981 : Le Sang des Atrides (téléfilm), de Sam Itzkovitch : Commissaire Morichi
- 1981 : Mon meilleur Noël (épisode L'enfant de cœur), de Jacques Cornet : Jeannot
- 1982 : L'Ultimatum (téléfilm), de Georges Farrel
- 1983 : Par ordre du Roy (segment Le paravent de la princesse), de Michel Mitrani : l'homme tortue
- 1985 - 1988 : Série noire :
  - 1985 : Pitié pour les rats de Jacques Ertaud : Désimoni
  - 1988 : Le Funiculaire des anges, de Roger Gillioz : Mourlon
- 1986 : Opération Condor, de Pierre Neel : Tony
- 1987 : L'Heure Simenon (épisode Strip-tease), de Michel Mitrani : Gianni
- 1988 : Cinéma 16 (épisode L'Énigme des sables), de Philippe Vallois : Loulou
- 1996 : Les Enfants du mensonge (téléfilm), de Frédéric Krivine : Fernand
- 1996 : Tresko-Amigo Affäre (téléfilm), de Hajo Gies
- 1998 : L'Instit (épisode Le Chemin des étoiles), de Claudio Tonetti : Jean
- 1999 : Docteur Sylvestre (épisode Papa dort), de Philippe Roussel : Léon Fabre
- 2000 : Un flic nommé Lecoeur (épisode Céline), de Jean-Yves Pitoun
- 2000 : B.R.I.G.A.D. (épisode Le Forcené), de Marc Angelo : le commissaire
- 2001 : Permission Moisson (téléfilm), de Didier Grousset : Darius Pittas
- 2003 : Retour aux sources, téléfilm de Didier Grousset : le poissonnier
- 2004 : Le Grand patron (épisode Soupçons), série télévisée de Christian Bonnet : l'évêque
- 2005 : Diane, femme flic (épisode Affaire sous X), série télévisée de Dominique Tabuteau : Antonin Vignes
- 2006 : Le Chapeau du p'tit jésus, téléfilm de Didier Grousset : président
- 2008 : La Cour des grands (épisode Muriel), série télévisée de Christophe Barraud : le juge
- 2008 : Boulevard du Palais (épisode Angélique), série télévisée de Christian Bonnet : Francis Mondavaux
- 2009 : Sur le chemin de Compostelle, téléfilm de Didier Grousset : Jean-Marc
- 2010 : Empreintes criminelles (épisode L'affaire Saint-Brice) : Charles Saint-Brice
- 2011 : Longue Peine (téléfilm) : André Rad
- 2012 : La smala s'en mêle : veuf 3
- 2013 : Section de recherches (épisode : Noces de sang) : président du tribunal
- 2013 : La Bourse ou la vie (court-métrage)
- 2013 : Section de recherches : Pierre Revil

### Scénariste

#### Télévision
- 1999 : Docteur Sylvestre (épisode Papa dort), de Philippe Roussel
- 2001 : Permission moisson (téléfilm), de Didier Grousset

## Théâtre
- 1965-1967 : Marius de Marcel Pagnol, Sarah Bernard et tournée : Marius
- 1967 : Seuls les Tilleul mentent à l'Européen. Mise en scène Jean le Poulain
- 1971 : Il faut que le sycomore coule de Jean-Michel Ribes, mise en scène de l'auteur, théâtre de Plaisance.
- 1977: Détruire dit-elle de Marguerite Duras au festival d'Avignon.
- 1983 : Le Chariot de terre cuite, mise en scène de Pierre Santini au théâtre des Boucles de Marnes.
- 1987 : Le bon, la bête et la Vertu de Luigi Pirandello. Théâtre Daunou. Mise en scène Henry Tisot : la bête

## Publications
- Plein fer, éditions Hachette, 1988
- Permission moisson, édition du bout de la rue, 2007
- La Belle de Mai, édition du bout de la rue, 2014
- Valet de Pique, édition du bout de la rue. 2016
- Les vieux cons, édition du bout de la rue, 2017.